# Cooper Island (Neuseeland)
Cooper Island ist eine Insel im Tamatea / Dusky Sound auf der Südinsel von Neuseeland.

## Geographie
Die Insel befindet sich landeinwärts im Tamatea / Dusky Sound rund 26,8 km von der Westküste und vom Eingang des Sound entfernt. Südlich von Cooper Island trennt der Cook Channel die Insel vom Festland und nördlich der Teil des Tamatea / Dusky Sound. Zwischen der westlich liegenden Nachbarinsel [[Long Island (Southland)|Long Island]] und Cooper Island befindet sich die Paget Passage, die beiden Insel auf eine Entfernung von rund 775 m hält.
Cooper Island umfasst eine Fläche von 17,3 km² und kommt auf eine Länge von 7,726 km in Ost-West-Richtung sowie an der breitesten Stelle 3,6 km in Nord-Süd-Richtung. Die höchste Erhebung befindet sich mit 523 m im nordwestlichen Teil der Insel. Die bergige Topologie der Insel ermöglichte die Existenz von elf kleinen Seen, die nicht über eine Fläche von rund 1,6 ha hinauskommen.